# Multisonic
MULTISONIC je české hudební vydavatelství. Vzniklo v únoru 1990, jedním ze zakladatelů byl Karel Vágner, který je předsedou představenstva a do roku 2013 byl zároveň výkonným ředitelem. Od roku 2013 byl výkonným ředitelem Viktor Korček. Zaměření vydavatelství je rozsáhlé - populární hudba, country, trampská hudba, folk, jazz, heavy metal, lidové písně, mluvené slovo, dechová hudba, vážná hudba, opera, knihy a rybářské DVD Jakuba Vágnera.  
Od května 2019 je vydavatelství MULTISONIC dceřinou společností FERMATA, a. s., jejíž stěžejním zaměřením je výroba optických datových nosičů CD a DVD. Současně je společnost FERMATA provozovatelem obchodní sítě MULTILAND.

## Jazz na Hradě
Multisonic byl vydavatelem záznamů jazzového festivalu Jazz na Hradě pořádaného od roku 2004 do roku 2012 prezidentem Václavem Klausem. V rámci této edice vyšlo 59 hudebních nosičů.

## Umělci
- Karel Vágner
- Jakub Vágner
- Hana Zagorová
- Jan Vyčítal
- Greenhorns
- Miroslav Donutil
- Petr Kocman (zpěvák)
- Wabi Ryvola
- Marta Kubišová
- Jožka Černý
- Laďa Kerndl
- Jarda Hypochondr
- Josef Vágner (zpěvák)
- Ester Ládová
- Stanislav Hložek
- Jaromír Hnilička
- Jakub Smolík
- Pepa Nos
- Törr
- Vitacit
- Bambini di Praga
- Duo Červánek
- Keks
- Věra Martinová
- Jiřina Bohdalová
- Kryptor
- Karel Zich
- Pavel Brümer
- Václav Hudeček
- Štefan Margita
- Josef Zíma
- Karel Vacek
- Tereza Kerndlová
- Jiří Mráz
- Karel Hála
- Dolanka (skupina)
- Karel Hegner
- Petr Rezek
- Jitka Vrbová